# Kanton Prahecq
Kanton Prahecq is een voormalig kanton van het Franse departement Deux-Sèvres. Kanton Prahecq maakte deel uit van het arrondissement Niort en telde 11.969 inwoners (1999). Het werd opgeheven bij decreet van 18 februari 2014 met uitwerking op 22 maart 2015.

## Gemeenten
Het kanton Prahecq omvatte de volgende gemeenten:
- Aiffres
- Brûlain
- Fors
- Juscorps
- Prahecq (hoofdplaats)
- Saint-Martin-de-Bernegoue
- Saint-Romans-des-Champs
- Vouillé